# Адмирал Невельской (большой десантный корабль)
«Адмирал Невельской» (БДК-98) — большой десантный корабль (БДК) проекта 775/II (по кодификации НАТО — Ropucha ІІ). Построен в Польше на верфи «Сточня Полноцна им. Бохатерув Вестерплятте» (Stocznia Północna im Bohaterow Westerplatte) в Гданьске под заводским номером 775/16. Стал четвёртым во второй серии БДК проекта 775. Корабли этого проекта являются основой российского десантного флота.

## Разработка и реализация проекта
Десантный корабль был разработан в соответствии с ТТЗ утверждёнными Главнокомандующим ВМФ СССР Адмиралом Флота Советского Союза Сергеем Георгиевичем Горшковым в 1968 году. Новый ДК должен был устранить пробел в корабельном составе морских десантных сил, возникший во второй половине 1960-х годов, и заменить ДК проектов 770, 771 и 773. Главным конструктором проекта стал польский инженер-кораблестроитель О. Высоцкий, главным наблюдающим от ВМФ СССР — капитан 1-го ранга Б. М. Моложожников, далее его сменил гражданский специалист М. И. Рыбников, а старшим представителем заказчика в ПНР — Л. В. Луговин. В ходе проектирования корабль переклассифицировали в большой десантный корабль 2-го ранга. Постройка проходила на судостроительном заводе «Stocznia Polnocna» в городе Гданьск под руководством польского инженера Б. Стандуры. Первая серия проекта 775 включала 12 кораблей. Вторая серия включала 13 кораблей, отличающихся составом радиотехнического вооружения. Третья серия из трех кораблей строилась по существенно доработанному проекту 775/III (775М), с установкой иных РЛС ОВНЦ и изменённым составом артиллерийского вооружения.

## Конструкция
БДК является многопалубным, плоскодонным десантным кораблём внутренней морской зоны с полубаком и развитой кормовой надстройкой. Предназначен для переброски морем войск, военной техники и высадки морского десанта на необорудованное побережье. Выгрузка техники и грузов осуществляется как с кормы, так и со стороны носовой части. При строительстве на единственном БДК-98 был установлен кран на шкафуте по правому борту, который демонтировали во время одного из ремонтов.
Танковый трюм проходит по всей длине корпуса и имеет размеры: длина 95 м, ширина 4,5 м, высота 4,5 м. Может транспортировать 10 средних/основных танков (до 41 т) и 340 десантников или 12 единиц бронетехники и 340 десантников или 3 средних/основных танков (до 41 т), 3 САУ 2С9 «Нона-С», 5 МТ-ЛБ, 4 грузовых автомашины и 313 десантников или 500 тонн груза.
БДК Может применяться при эвакуации населения из зон военного конфликта. Так же способен транспортировать различные виды техники и грузов не военного назначения.

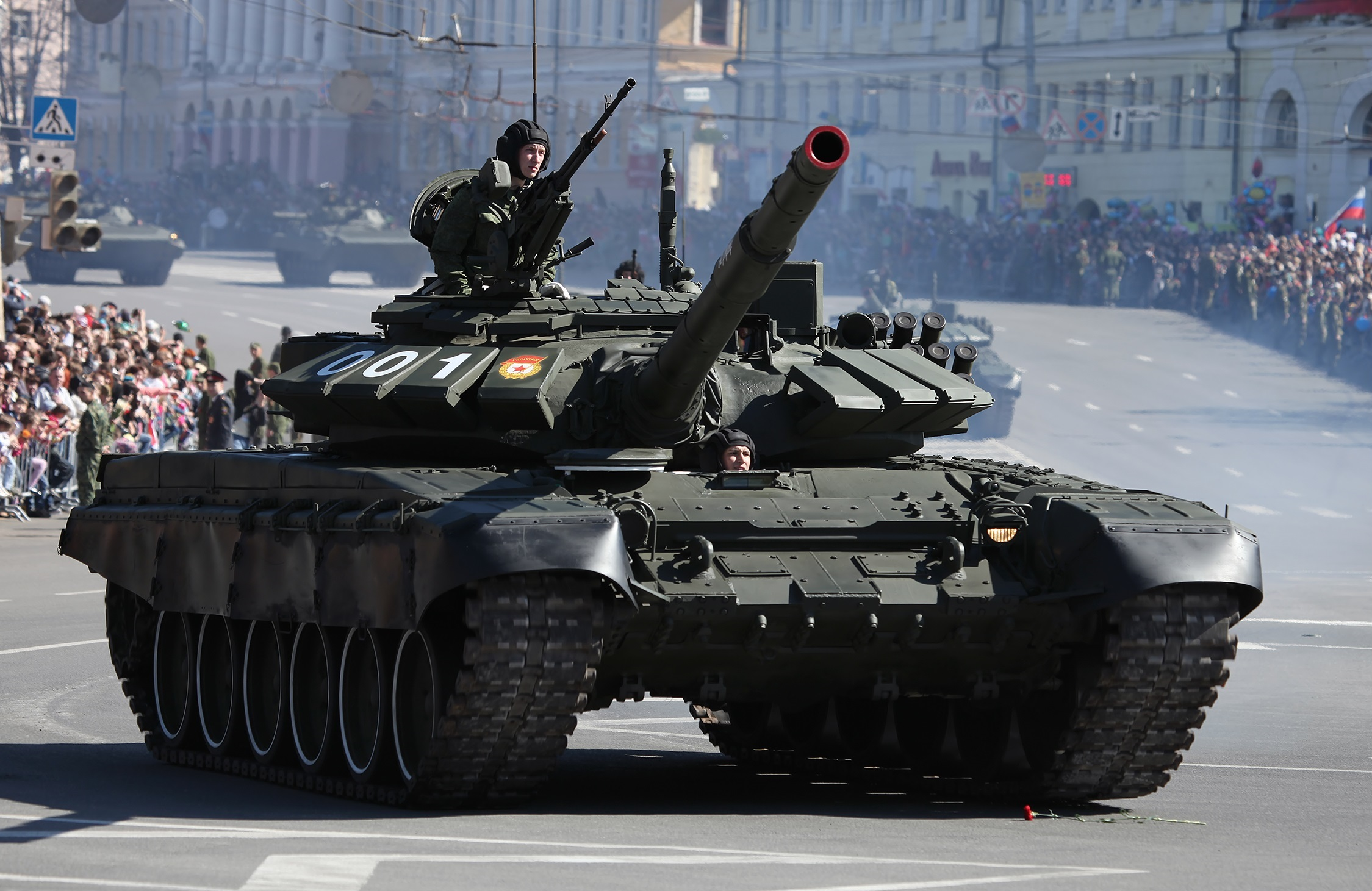
Основной боевой танк Т-72Б3
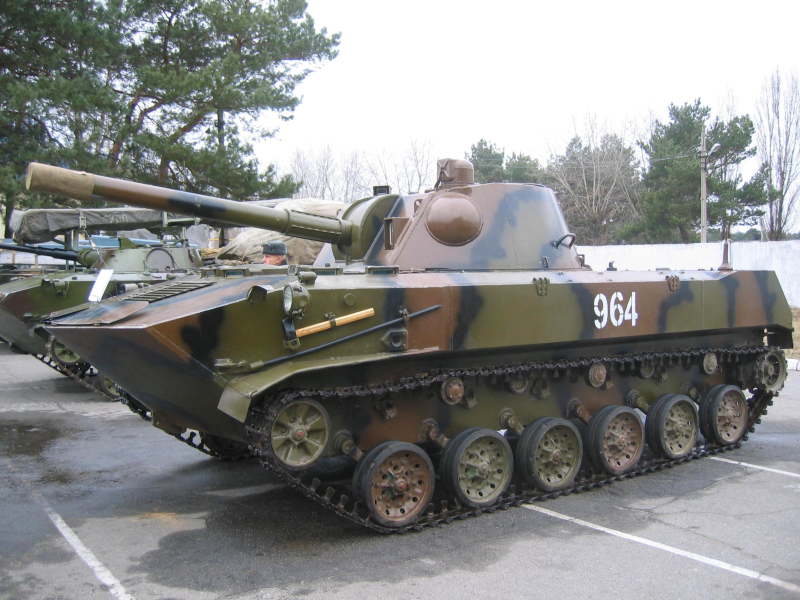
Самоходное артиллерийское орудие 2С9 «Нона-С»
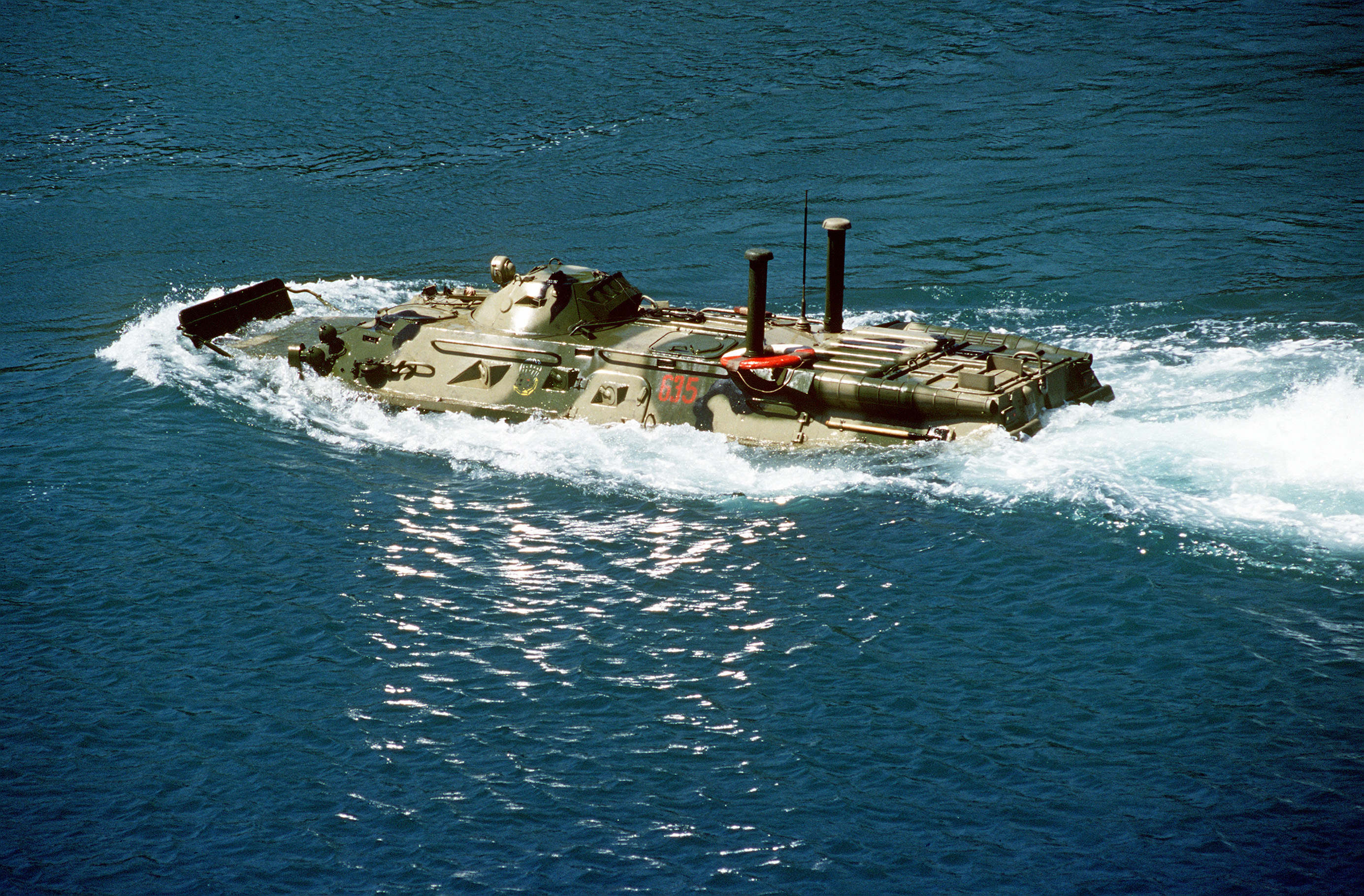
БТР-70
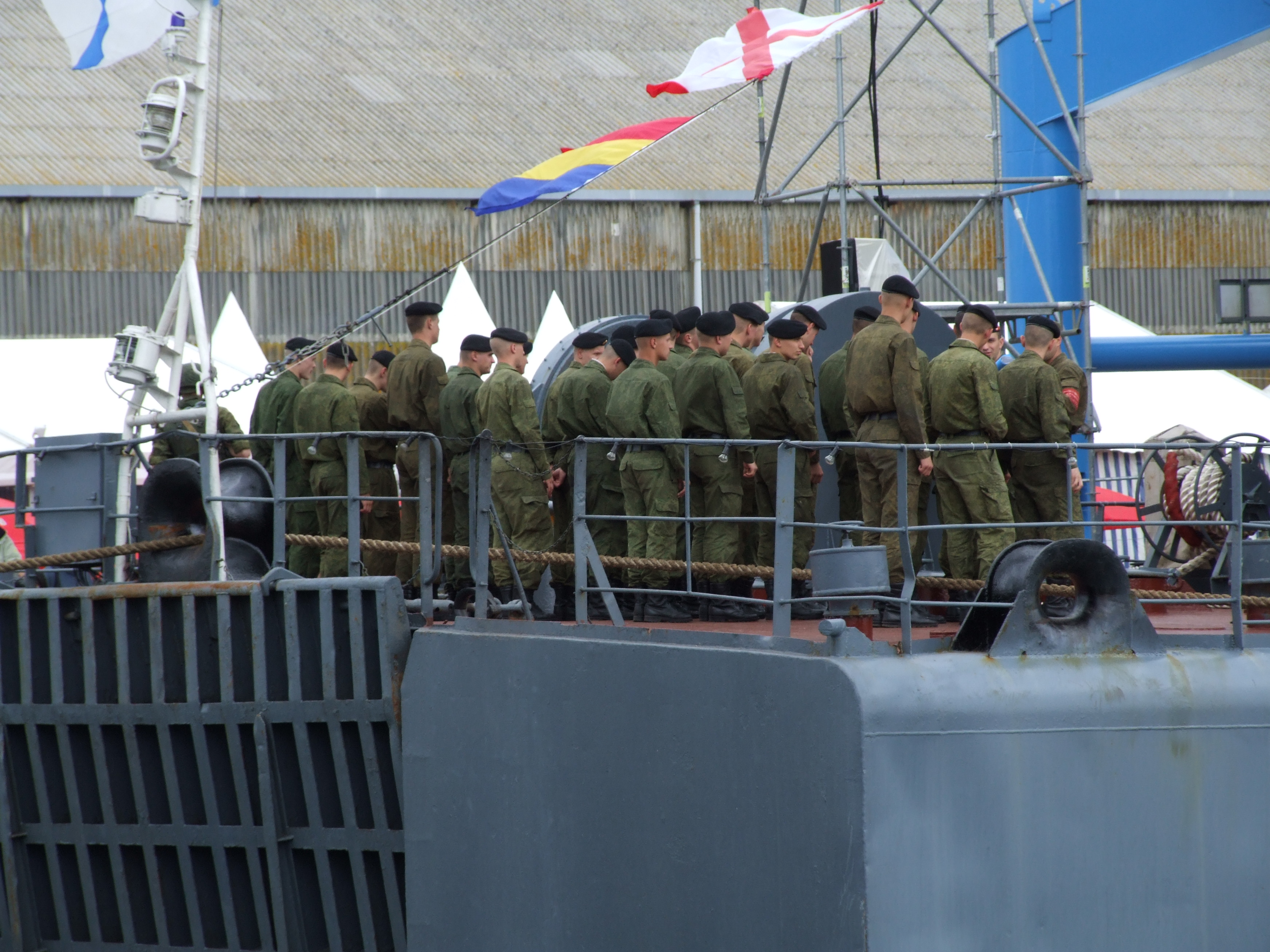
Морская пехота ВМФ РФ на борту БДК

### Вооружение
- Две спаренные 57-мм артиллерийские установки АК-725 на 2200 выстрелов с системой дистанционного наведения и управления огнём МР-103 «Барс».
- Пусковая установка МС-73 для 122-мм НУРС «Град-М» на 320 выстрелов, с лазерным дальномерным устройством ДВУ-2 и системой управления огнём ПС-73 «Гроза».
- 4 пусковые установки ЗРК «Стрела-3» c ракетами 9М36 с ИК головкой самонаведения.
- Одна пусковая установка шнуровых зарядов предназначена для образования безопасных проходов в минных полях на глубинах от 5 метров или создания прохода на побережье для высадки десанта шириной до 10 метров.
- Корабль может использоваться для постановки минных заграждений с открытой аппарели вручную до 92 штук, которые размещаются в танковом трюме взамен техники.

|                                 |              |                                   |          |                             |
| Артиллерийская установка АК-725 | А-215 Град-М | Макеты 122-мм реактивных снарядов | Стрела-3 | Корабельная контактная мина |

### Радиотехническое вооружение
- РЛС общего обнаружения МР-302 «Рубка» с дальностью действия до 100 км.
- НРЛС «Дон» для обнаружения надводных целей до 25 км и воздушных целей на расстоянии до 50 км.
- Две пусковые установки КЛ-101 советского корабельного комплекса радиоэлектронного подавления, постановки пассивных помех и ложных тепловых целей ПК-16 с турбореактивными противорадиолокационными снарядами помех ТСП-60.

Конструктивные особенности корабля
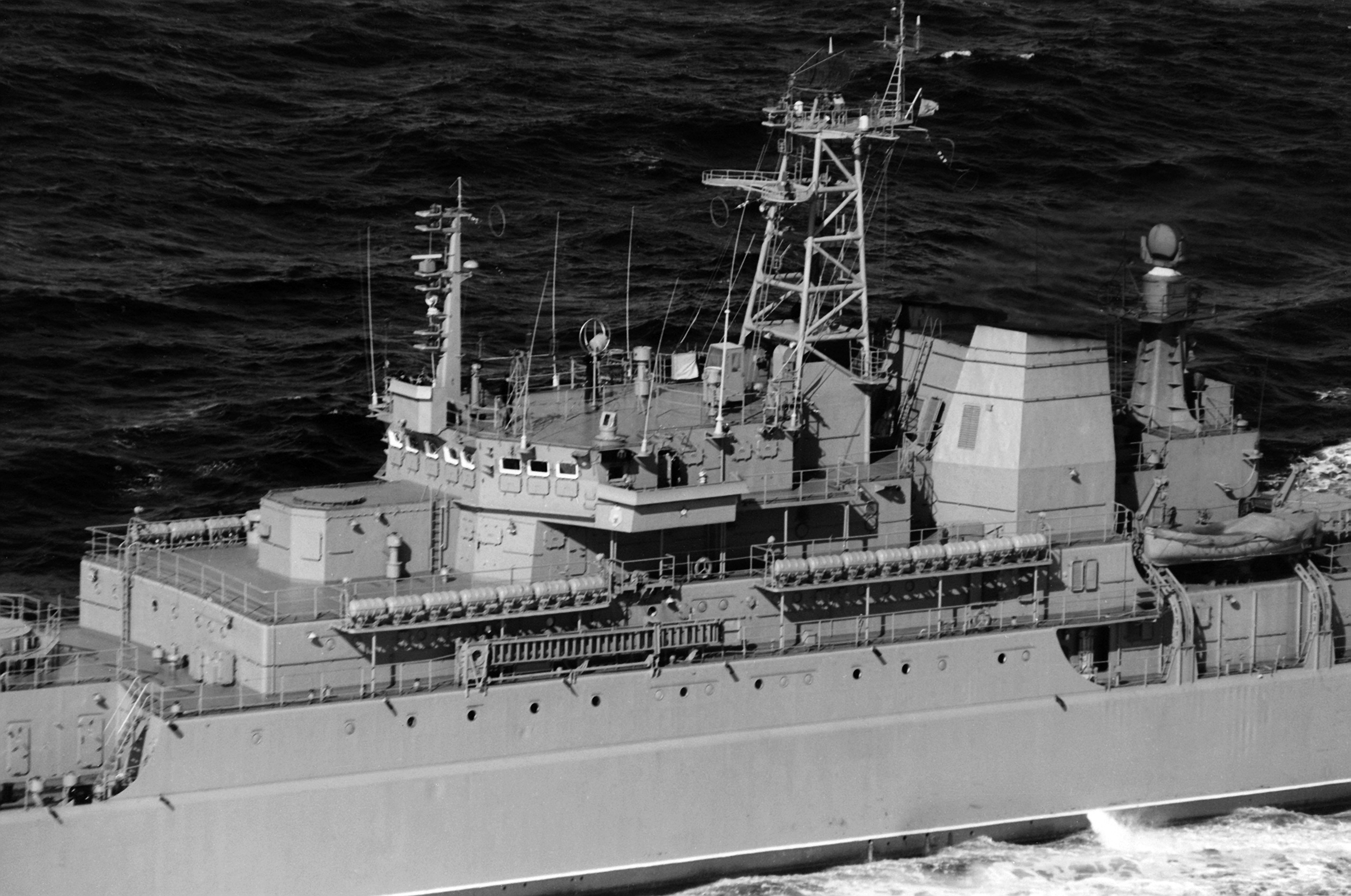
Антенное и радиолокационное вооружение
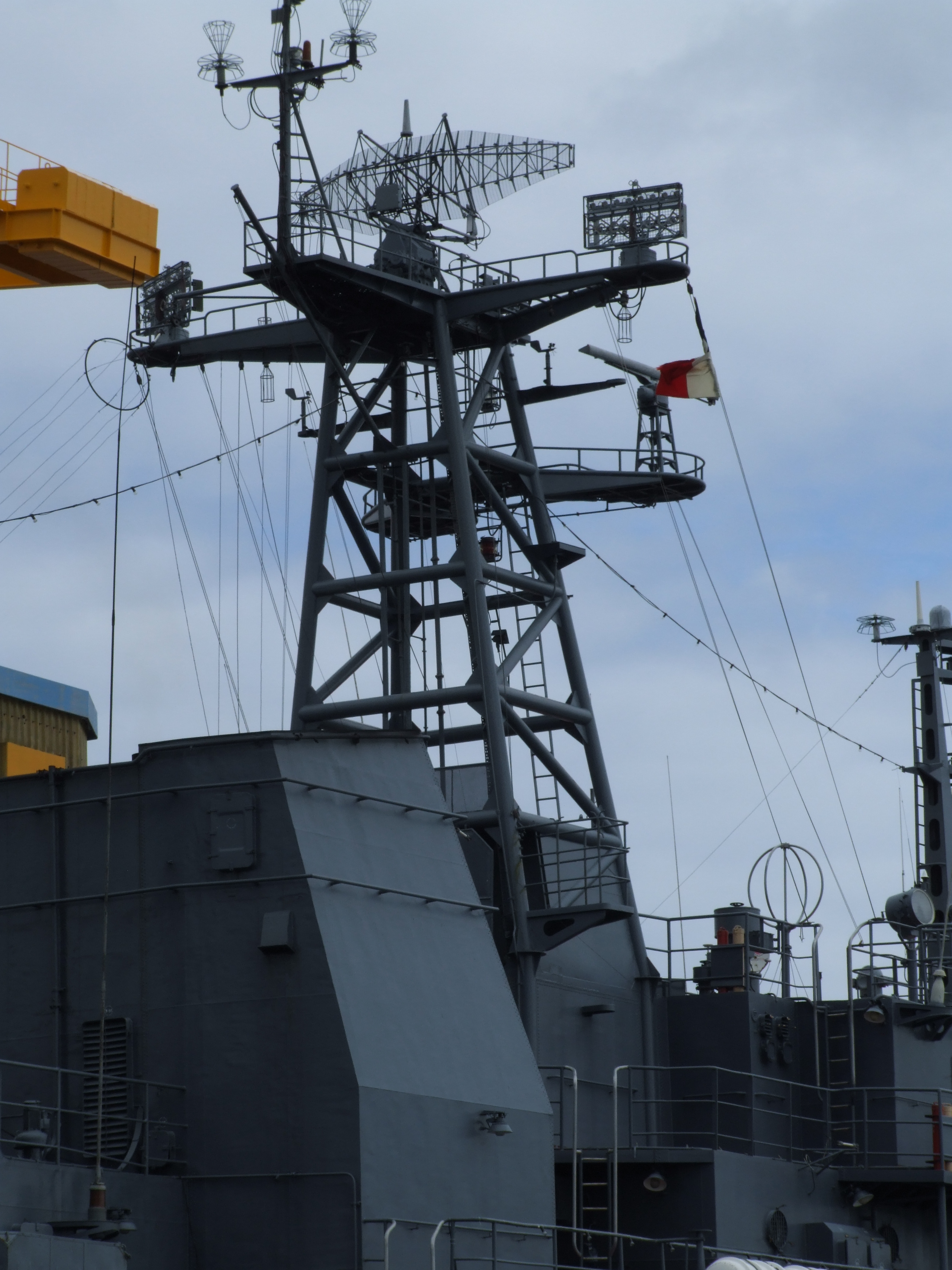
Антенная мачта
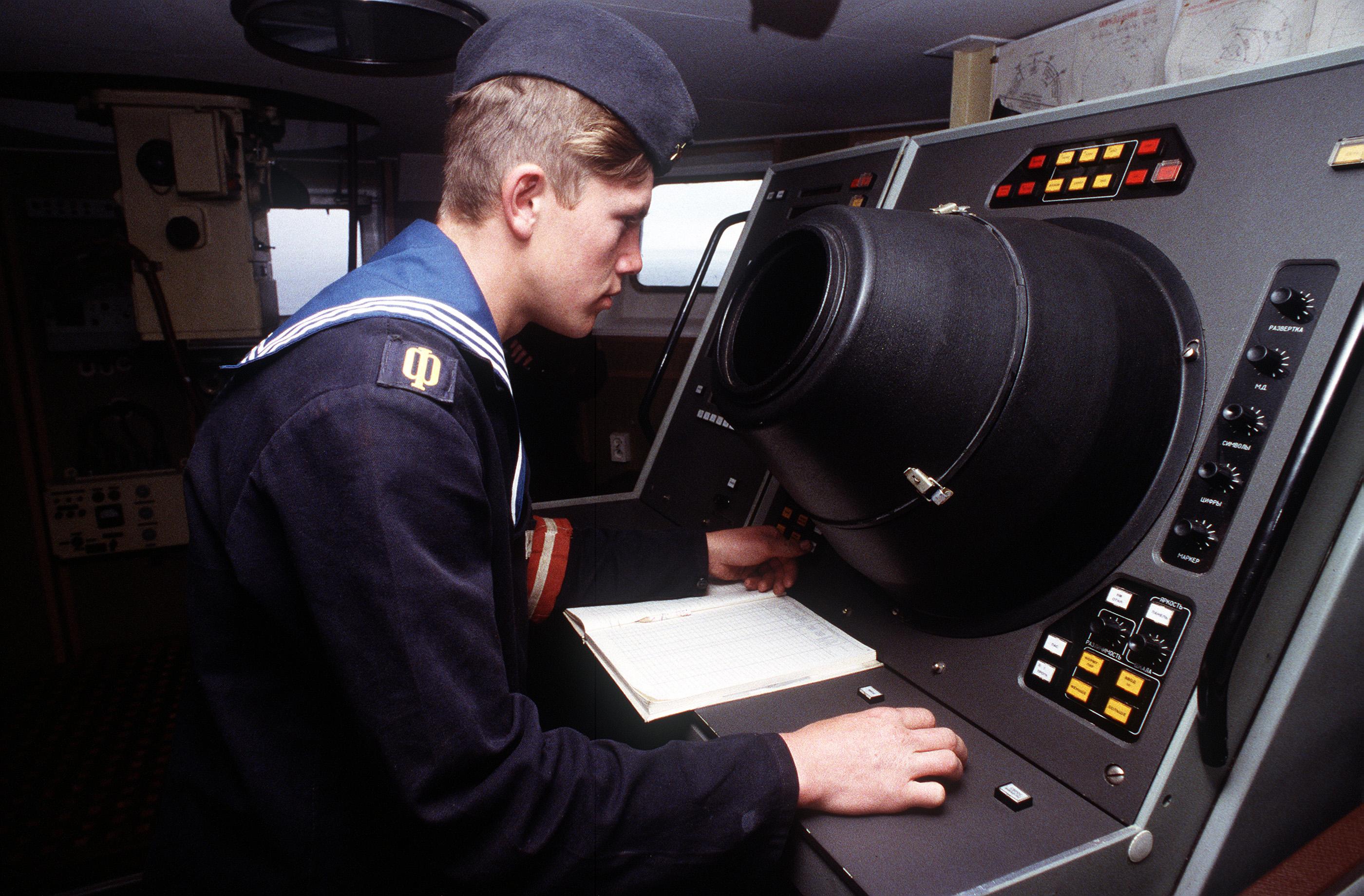
Рабочее место оператора в рубке

### Силовая установка
- Два 16-цилиндровых дизеля типа 16ZVB40/48,3 «Згода-Зульцер» мощностью 9600 л. с. каждый с системой управления типа USSG-11.1, всережимные регуляторы частоты вращения РGА-58, редукционная станция обеспечения сжатым воздухом в 0,6 МПа и 0,15 МПа[3].
- Две выдвижные кормовые вспомогательные винто-рулевые колонки.
- В качестве источников электроэнергии используются три дизель-генератора «Cegielski-Sulzer» 6А25 мощностью по 640 кВт.

## Служба

### 1980-е
1 июля 1983 года БДК-98 вышел из Балтийска переходом через боевую службу в Индийском океане, на Тихий океан (о. Русский, б. Иванцова), на борту имел рмп 390 пмп	к-н Гудков В. В. 55-й дивизии морской пехоты с приданой ему техникой. Во время перехода доставлял военные грузы (130-мм гаубицы и боезапас к ним, бензин в бочках и т. д.) из Адена (Йемен) на остров Сокотра. Также доставил два вертолёта в Эфиопию порт Массауа, посетил остров Нокра (архипелаг Дахлак), порт города Накала (Мозамбик), порт Виктория (Сейшельские острова). В ноябре посетил базу в Камране, прибыл во Владивосток на 1-й топливный причал 31 января 1984 года.
Боевой поход с 4 октября 1989 года по 9 ноября 1989 года в зону Индийского океана. Маршрут перехода: Владивосток — Камрань (Вьетнам) — Аден (Йемен) — Нокра (Эфиопия) для смены на боевом дежурстве БДК-90. Доставил батальон 55-й дивизии морской пехоты Тихоокеанского флота под командованием майора Сушинского. Командиром десантно-штурмовой роты был старший лейтенант Андрей Семыкин. Из-за того, что на БДК-14 во время шторма потеряли створку, и её переставляли с БДК-197 экипаж принял дежурство от БДК-98 только 15 июня 1990 года. 24 июля 1990 года БДК-98 отправился во Владивосток. По итогам боевой службы командование 8-й оперативной эскадры кораблей ВМФ отметило работу БДК-98 оценкой «отлично». На время похода почтовый адрес корабля был 103400, г. Москва — 400, п/я 548"К".
Во второй половине 1989 года большие десантные корабли Тихоокеанского флота БДК-98 и БДК-11 с бортовыми номерами 079 и 077 сменяли друг друга обеспечивая работу 933-го пункта материально-технического обеспечения (в/ч 90245) на Эфиопском острове Нокра].

### 1990-е
С января по июль 1990 года БДК-98 нёс боевое дежурство и выполнял охрану базы на острове Нокра. На борту находились десантный батальон под командованием майора Сушинского и десантно-штурмовая рота под командованием старшего лейтенанта Семыкина. После сдачи вахты в июле БДК-14, БДК-98 отправился на базу Тихоокеанского флота б. Диомид, но на переходе получил новый приказ — следовать в Персидский залив, где неделю нёс дежурство, после чего возобновил переход.

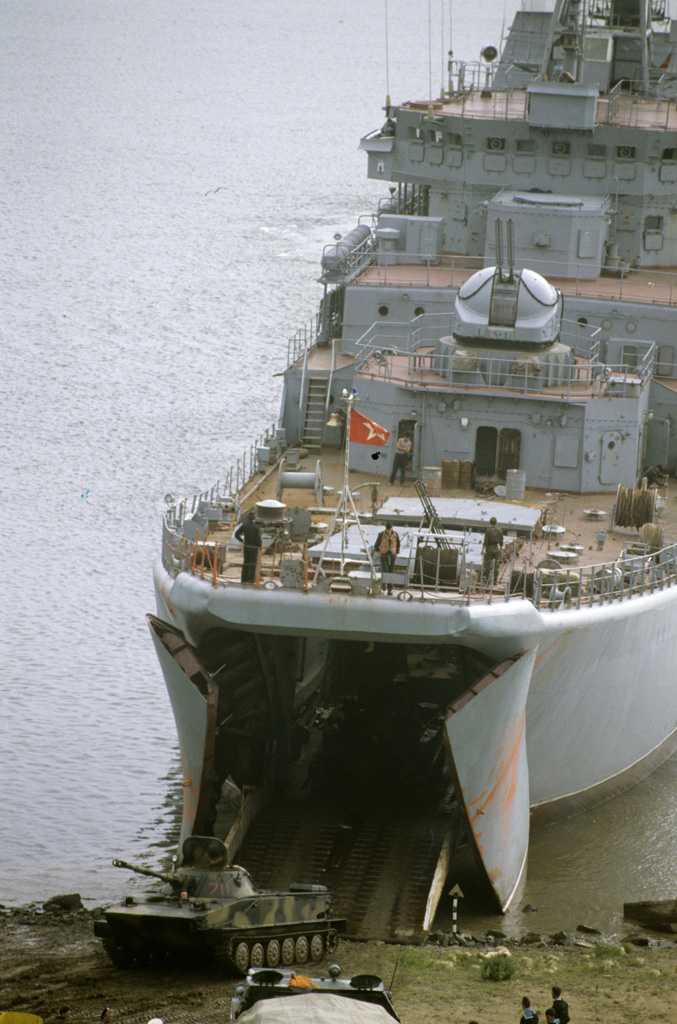
Десантники Тихоокеанского флота ВМФ России высаживаются во время учений, Приморский край, 1 июля 1992

 В 1990-е годы БДК-98 активно использовался как корабль снабжения флотских частей на Камчатке, Сахалине, Курилах. Принимал участие в связанных с ротными и батальонными тактическими учениями морских пехотинцев на территории ДВО.

### 2000-е
22 июня 2004 года БДК-98 и БДК-11 находились на учениях.
С 1 по 5 июля 2007 года БДК-98 выступил кораблем-хозяином в ходе визита во Владивосток отряда боевых кораблей ВМС США (эсминца Curtis Wilbur и плавбазы подводных лодок Frank Cable). В рамках визита, 2 июля прошли совместные торжества по случаю Дня города Владивостока и Дня независимости США 4 июля. 5 июля 2007 года корабли отправились в совместный международный морской «Поход памяти» к месту гибели подводных лодок Л-19 и Wahoo, в пролив Лаперуза.

### 2010-е
Весной 2010 года БДК-98 успешно перебросил на один из остров в Японском море береговые ракетные комплексы.

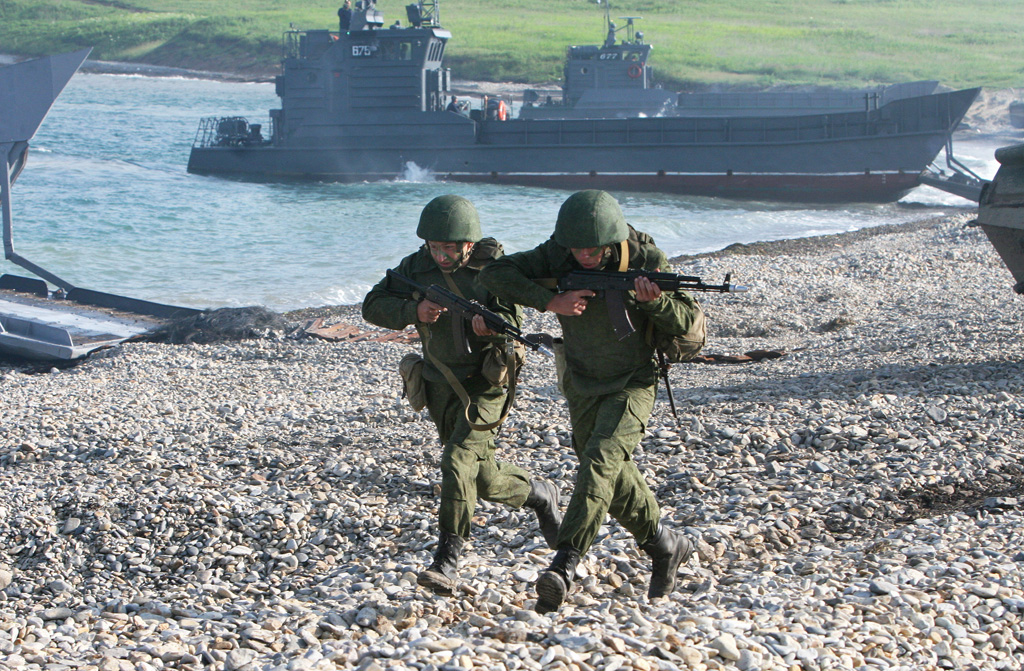
Высадка морского десанта ТОФ на мысе Клерка в рамках оперативно-стратегических учений «Восток-2010»

В июле 2010 года на морском десантном полигоне «Клерк» на полуострове Клерка прошли тактические учения под руководством начальника береговых войск Тихоокеанского флота генерал-майора Сергея Пушкина по высадке морского десанта. В них приняли участие морские пехотинцы Тихоокеанского и Балтийского флотов. По легенде учений была выполнена заброска в «тыл врага» более 500 морских пехотинцев с самолётов авиации. Большие десантные корабли, БДК-98, «Пересвет», «Ослябя» и «Николай Вилков» осуществили высадку техники на берег условного противника, ещё три десантных катера также провели десантирование, отработаны сотни боевых упражнений, манёвров, были задействованы практически все соединения и подразделения Тихоокеанского флота. Подводные лодки Приморской флотилии разнородных сил обеспечивали прикрытие. Для тихоокеанцев эти учения стали наиболее масштабными за последние 20 лет.
В августе 2010 года БДК-98 принял участие в «Походе памяти» в район Южных Курил.
В апреле 2011 года на военном полигоне «Бамбурово» в Хасанском районе Приморья прошли учения с высадкой десанта 155-й отдельной бригады морской пехоты с больших десантных кораблей БДК-98, «Ослябя», «Николай Вилков».

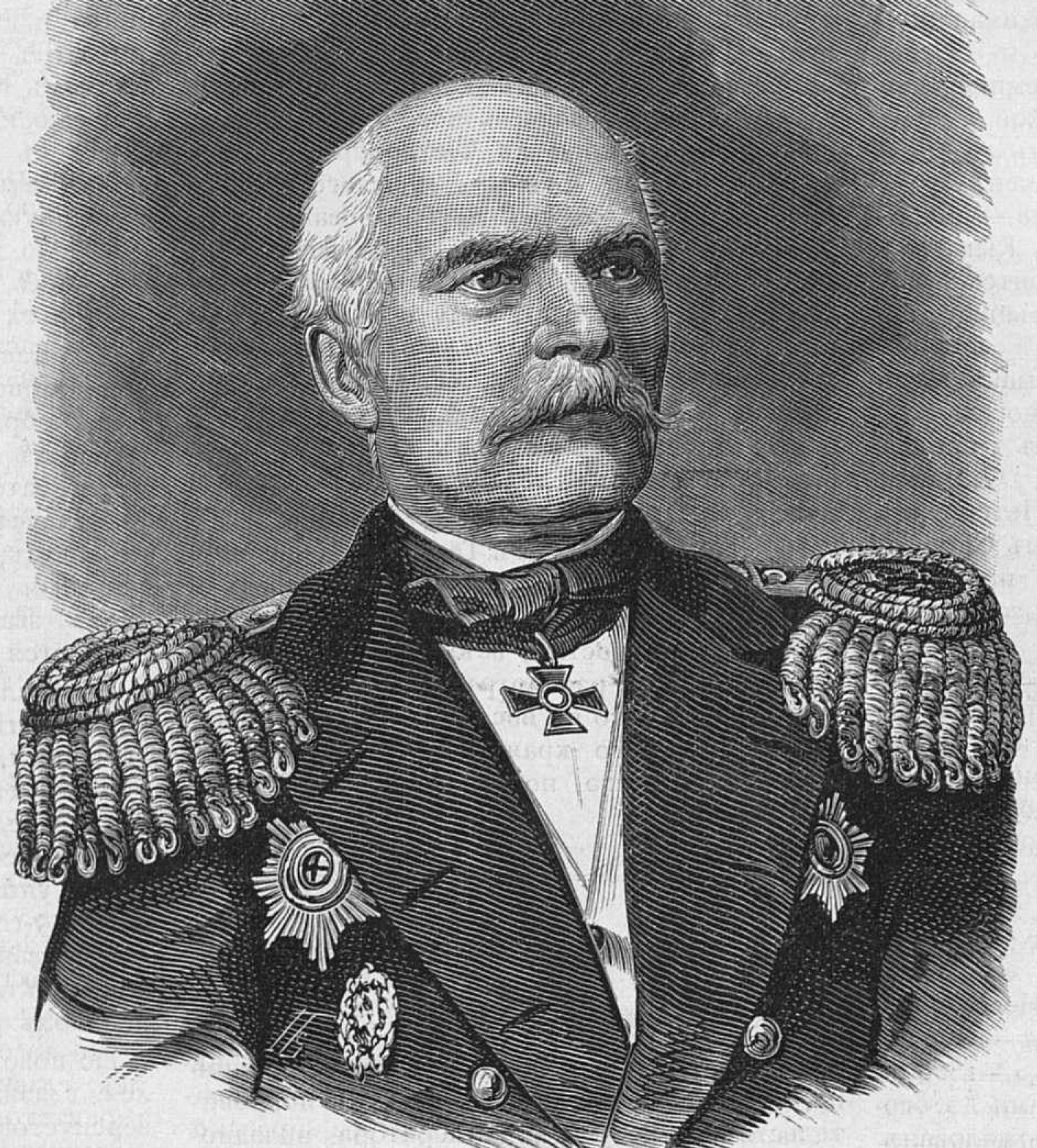
Геннадий Иванович Невельской

 24 июля 2011 года в торжественной обстановке на владивостокском 33-м причале БДК-98 было присвоено имя прославленного адмирала Геннадия Ивановича Невельского. На торжественном митинге присутствовало командование Тихоокеанского флота и ветераны, служившие на БДК-98, которые передали командиру БДК документ первого свидетельства о разрешении плавать под государственным флагом СССР.
25 августа 2012 года отряд кораблей Тихоокеанского флота в составе БДК «Адмирал Невельской» и МБ «Калар» начал уже пятый по счёту военно-исторический морской «Поход памяти», посвященный отданию почестей советским морякам, погибшим при освобождении Курил и Сахалина в годы Второй мировой войны. Корабли посетили места высадки морских десантов и боевых действий в период проведения Сахалинской наступательной и Курильской десантной операций в августе 1945 года на островах Кунашир, Итуруп и Парамушир. Также посетили город Охотск Хабаровского края, где совместно с ветеранами Хабаровского края приняли участие в торжествах, посвящённых 365-летию со дня основания города. В ходе похода, в заливе Петра Великого на борту БДК прошла церемония памяти подводникам, погибшим на подводных лодках М-49 и М-63, а в проливе Лаперуза — церемония памяти моряков подводных лодок — советской Л-19 и Wahoo ВМС США, не вернувшихся из боевых походов.
С 19 марта по 24 мая 2013 года девятый отряд кораблей в составе группы кораблей Тихоокеанского флота (БПК «Адмирал Пантелеев», БДК «Адмирал Невельской», БДК «Пересвет») совершил переход из Владивостока в Средиземное море, и присоединился к межфлотской группировке кораблей ВМФ России. При переходе отряд кораблей во второй половине мая для пополнения запасов зашел в сирийский порт Тартус, после совершил деловой визит в иранский порт Бендер-Аббас. Затем отряд кораблей, пройдя Красное море, вошёл через Суэцкий канал в Средиземное море. 17 мая отряд кораблей посетил кипрский порт Лимасол. Большие десантные корабли Тихоокеанского флота «Адмирал Невельской» и «Пересвет» после выполнения задач в составе группировки кораблей ВМФ России в Индийском океане и Средиземном море 24 мая 2013 года впервые совершили заход в Новороссийскую военно-морскую базу Черноморского флота. Экипажи провели межпоходовое регламентное обслуживание техники, пополнили запасы топлива и продовольствия. 19 августа 2013 года большие десантные корабли «Пересвет» и «Адмирал Невельской» проследовали проливом Босфор из Чёрного моря в Средиземное море. 25 сентября 2013 года корабли вновь присоединились к ракетному крейсеру «Москва», БПК «Адмирал Пантелеев», СКР «Сметливый», БДК «Минск», БДК «Новочеркасск», БДК «Александр Шабалин», океанскому спасателю «Фотий Крылов» и СМТ «Печенга».
23 января 2014 года БДК «Адмирал Невельской» и командир корабля капитан 2-го ранга И. А. Акулов были награждены памятным знаком Морского государственного университета имени адмирала Г. И. Невельского.
С 18 по 26 мая 2014 года БДК «Адмирал Невельской» в составе отряда кораблей Тихоокеанского флота под командованием капитана 1-го ранга Сергея Липилина (ГРКР «Варяг», ЭМ «Быстрый», танкер «Илим», МБ «Калар») принял участие в российско-китайских учениях «Морское взаимодействие-2014». Утром 27 мая на причале военно-морской базы Усун состоялась торжественная церемония проводов российского отряда.
В 2015 году входил в тактическую группу № 1 оперативного соединения дальней морской зоны с ротационным составом с базированием на Тартус (Сирийская Арабская Республика). Командир соединения капитан 1-го ранга Юрий Земский, организационно соединение подчинено командующему Черноморским флотом.

### Современное состояние
БДК «Адмирал Невельской» находится в составе 100-й бригады десантных кораблей Приморской флотилии разнородных сил Тихоокеанского флота с базированием на Владивосток. Бортовой номер — 055. Шефство над кораблем установлено Морским государственным университетом имени адмирала Г. И. Невельского.
- Десантный корабль 055 «Адмирал Невельской» на YouTube

## Командиры БДК
- Капитан 3-го ранга Трегубов Василий Дмитриевич (Первый командир) (1982—1986)
- Капитан 3-го ранга Воскресенский Леонид Игоревич (1986—1989)
- Капитан 2-го ранга Николаев Алексей Леонидович (1990—1993)
- Капитан 2-го ранга Грищенко Николай
- Капитан 2-го ранга Акулов Игорь Анатольевич (2005—2014)
- Капитан 2-го ранга Картышев Денис Леонидович (2014—2017)
- Капитан 2-го ранга Петухов Иван Александрович (2017—2022)
- Капитан 2-го ранга Забиров Ренат Равилович (2022-н.в.)

## Бортовые номера БДК
- 129 с 1982 года
- 067 с 1982 года
- 079 с 1987 года
- 058 с 1990 года
- 055 с 1996 года